# 今年も生だよ芸人集合 笑いっぱなし伝説
今年も生だよ芸人集合 笑いっぱなし伝説（ことしもなまだよげいにんしゅうごう わらいっぱなしでんせつ、正式タイトルは後述）は、テレビ東京で2005年～2013年まで毎年1月1日未明に生放送されていたお正月（新春）のバラエティ特別番組。ハイビジョン制作。

## 各年番組タイトルと放送時間
放送時間はすべてJST。
- こっちも生だよ芸人集合! 今年最も売れる吉本No.1決定戦 やりにげGO'05 - 2005年1月1日 0:50 - 5:00
- 今年も生だよ!芸人集合 2006年最も売れる吉本No.1伝説〜やりすぎておめでとう〜 - 2006年1月1日 0:50 - 5:00
- 今年も生だよ芸人集合 9時間笑いっぱなし伝説 2007年もっとも売れる吉本No.1芸人は誰だ!?スペシャル - 2007年1月1日 0:50 - 9:58
- 今年も生だよ! 新春9時間笑いっぱなし伝説-2008年最も売れる吉本No.1芸人は誰だ!? - 2008年1月1日 0:50 - 9:55
- 今年も生だよ! 新春7時間笑いっぱなし伝説　2009年最も売れる吉本No.1芸人は誰だ!? - 2009年1月1日 0:50 - 7:55
- 歌うお正月! 6時間笑いっぱなし生伝説〜ライブ・ザ・よしもと2010〜 - 2010年1月1日 0:50 - 7:00
- 今年も生だよ! 新春6時間笑いっぱなし伝説〜2011年最も売れる吉本No.1芸人は誰だ!?〜 - 2011年1月1日 0:50 - 7:00
- 今年も生だよ! やりすぎ笑いっぱなし伝説 - 2012年1月1日 0:50 - 5:00
- 今年も生だよ!4時間笑いっぱなし伝説 100周年・最も売れる吉本No.1芸人は誰だ!? - 2013年1月1日 0:50 - 5:00

## 主要企画
毎年
- ぐっさんのビッグショー伝説

DonDokoDonの山口智充と歌自慢の芸人たちによる歌謡ショー。2005年の「吉本歌がうまい王」優勝のご褒美企画として2006年に誕生した。
- 最強ネタ伝説
- 今年最も売れる吉本No.1芸人伝説

占い師が、「今年最も売れる吉本No.1芸人」を100位から1位までのランキング形式で発表する。
当初から2009年までは小笠原まさやが行っていたが2010年に自身が謹慎を受け実施出来ず、2011年では占い師3名によって総合評価でランク付けした。
- 当初はお色気色が強かったが徐々に薄れている。

2005年
2006年
- ハイパーミズノゴロシ　恐怖の大落下伝説
- コスプレバトル!女の鼻フック伝説
- 初めてのエロドラマ伝説
- 一攫千金!マカオで運試し伝説
- 芸人カップル即興伝説
- お年玉争奪!挙手伝説
- 伝説のオカンフォトグランプリ

2007年
- 9時間やりっぱなし伝説「豪腕!コーチング!!東大プロジェクト」
- 一気にブレイク!ギャラ率UP芸人伝説

昨年ギャラが一気に上昇した芸人を前年比の「上昇率」でランキング。
- 日本一早い漫才生中継伝説
- 女芸人ののしり大相撲伝説
- クイズ!板尾24

私生活が謎に包まれた芸人・板尾創路を密着取材。予想不可能な板尾の行動をクイズとして出題する。
- ジュニアのイス-1グランプリ伝説

椅子取りゲームの要領で、イスに座れなかった人が座っている人からひとりを指名する。その人の座っている椅子に書かれたお題でお笑い対決を行い負けたほうが脱落する。ちなみに元ネタはCSヨシモトファンダンゴTVの特別番組で行われた企画。
- 新春これが本当の隠し芸伝説
- あの人からの!あけおめビデオレター

2008年
- ギャラ率UP芸人伝説
- ヤッテQ伝説
- クイズ！いい旅・板尾気分

同局の「いい旅・夢気分」よろしく板尾創路とジパング上陸作戦のチャド・マレーンが旅をする。その旅の途中で板尾創路に起こった出来事からクイズを出題。
- キスしてほしい 女芸人パンストハイハイ伝説
- 千原ジュニアのイス-1GP
- バーチャルゴルフ大会

他
2009年
- 板尾ドミノ 2009

一昨年・去年と自身の企画が終了するとともに帰ってしまった板尾だが、今年は本人の希望で1万個のドミノ倒しに挑戦することに。ドミノを完成し、倒れたドミノの数×30円（最高で30万円）をお年玉として抽選でスタジオの1名に贈呈。すべて倒すと「パーフェクト賞」として、板尾にハーレーダビッドソンが送られる。板尾は7時間途中で投げ出すことや帰ることもなく、無事ドミノは成功。お年玉（30万円）は雨上がり決死隊の蛍原徹が獲得した。
- キスしてほしい　女芸人愛のパンストドン♪

優勝山田花子、エド・はるみ。山田花子は後藤輝基（フットボールアワー）を指名しフレンチキスをゲットするが、エド・はるみはケンドーコバヤシを指名し、30秒以上のディープキスをする。
- 芸人70人に聞きました！俺も俺モゥ～
- 急上昇！2008年ギャラUPザ・ベストテン

2010年
- 各年のメイン企画を担当した小笠原まさやが2009年5月から謹慎中のため、カラオケを芸人が歌うなどメインを「歌」に変更。イス1GPなどの恒例企画も放送されなかった。

2011年
- 1部構成（時間は0:50 - 5:30）
  - 勝手によしもとランキング 若手芸人100人にアンケートに聞いた
    - 勝手ギャラ予想ランキング
    - 2010年一番ダメ人間

  - 友近女座長・天王洲コマ劇場 〜女ねずみ小僧〜
  - クイズ 空から“板尾”を見てみよう
  - 宮迫プレゼンツ　女性の歌を男が歌ったらステキやんメドレー
  - SOUND of GEININ
  - 美肌か? キスか? 女芸人ぬるぬるカーリング
  - 2011年 最も売れる芸人は誰だ!?
- 2部構成（時間は5:30 - 7:00）
  - 日本一早い漫才生中継

2012年
- 僕の方がビッグニュース2011
- オレの腕時計ランキング
- ジュニアのじゃんけんポイポイ 〜あんたバカねでも…〜
- キッスをかけて! ぬるしこジャパン
- スーパー新春喜劇場『JINSUKE -仁輔-』
- 仕事運No.1は誰だ! 2012年最も売れる吉本芸人ランキング

2013年
- 100周年!よしもと偉人伝クイズ
- よしもと同期芸人ぶっちゃけトーク合戦
- 歌って!踊って!おおいに笑おう!水谷千重子ショー
- 紅白ガヤ合戦
- 仕事運No.1は誰だ!2013年最も売れるよしもと芸人ベスト70!

## 概要
2005年のみ「やりにげコージー」の特番。それ以降は「やりすぎコージー」の特番となる。前年の2004年1月1日には「生放送!お笑い格闘新年会 吉本芸人47名大集合!」が放送されておりその流れをくむ番組である。この番組終了後は「ざっくりハイタッチ」をベースとした「今年も生だよ!笑いっぱなしのお正月!ざっくり新年会」が放送され、2023年現在も吉本芸人がメインとなる演芸番組が1月1日未明に形を変え続いている。

### 2005年
- 小笠原まさやが占う「今年最も売れる吉本No.1芸人伝説」で2005年の吉本No.1芸人に選ばれたのは次長課長の井上聡であり、最下位は相方の河本準一だった。

### 2006年
- 恒例企画「今年最も売れる吉本No.1芸人伝説」で2006年の吉本No.1芸人に選ばれたのは宮川大輔と最下位はオリエンタルラジオの藤森慎吾だった。ちなみにこの年のオリエンタルラジオは冠番組「オビラジR」開始や「笑っていいとも!」の新レギュラーなど大活躍の1年だった。
- エロドラマ伝説で、女性警察官に扮したみひろと天宮まなみがカラテカ・矢部太郎のズボンを脱ぎ、股間露出寸前に今田・東野ら出演者が注意を呼びかけ、ケンドーコバヤシが代理でボタンを押した。危うく、事態は回避された。

### 2007年
- 前2年の好評につき放送時間が拡大され、去年の倍以上となる9時間（0:50～10:00）の放送となった。
- オープニングでは、ダウンタウンの浜田雅功からVTRで応援メッセージを頂いたが、浜田ファミリーの一員とされるココリコの遠藤章造・千秋と共にベトナムへ旅行に行き欠席となった。
- 「クイズ板尾24伝説」では主役の板尾創路が本番中に突然居眠りしてしまい、あげくクイズ企画終了後には帰ってしまった。
- DonDokoDonの山口智充、平畠啓史にとっては、現時点で唯一のコンビ揃っての出演だが、他のお笑いグループにはグループ名を示しているのに、「DonDokoDon」と表記されていないという事態が発生した。司会の今田耕司、東野幸治はこのことについて気まずい表情になっている山口、平畠に疑問を投げかけた。
- 恒例企画「今年最も売れる吉本No.1芸人伝説」で2007年の吉本No.1芸人に選ばれたのはたむらけんじで、最下位はジャリズムの山下しげのりだった。この年たむらは自らが経営する焼肉店「炭火焼肉たむら」の2号店をオープン、山下は相方の渡辺鐘が「世界のナベアツ」としてピンで活躍し始め仕事が徐々に減り始めた。

### 2008年
- この回は数日前に離婚したココリコの遠藤章造が離婚直後初めての生出演となったが声が嗄れていた。その為、ココリコの2人で進行するはずだった朝の「日本一早い漫才生中継伝説」では遠藤の代理をケンドーコバヤシが務めた。
- この年の『最も売れる吉本No.1芸人』は雨上がり決死隊の宮迫博之（相方の蛍原徹は最下位から2番目）で、最下位はタカアンドトシのタカだった。この年宮迫は舞台「空中ブランコ」、映画「純喫茶磯辺」に主演。タカはテレビ朝日の「お試しかっ!」の収録中に左足首を捻挫、さらにのどにポリープが見つかり翌年手術した。2位の千原ジュニアも仕事量の増大と「東京ガールズコレクション」のMC抜擢、「笑っていいとも!」で新レギュラー加入直後にコーナーMCの抜擢など活躍。上位の今田耕司もMCを勤めている「爆笑レッドカーペット」のレギュラー化など週レギュラー2本増えた。3位の博多大吉は「雨上がり決死隊のトーク番組アメトーーク!」の「中学の時イケてないグループに属していた芸人」に出演し中学時代のエピソードが爆笑をさらい活躍し、中学時代に付けられた嬉しいあだ名「焼却炉の魔術師」が2008年のアメトーーク流行語大賞に選ばれた。アメトーークのプロデューサーである加地倫三に太鼓判を押されるきっかけとなった。
- また、この年の「イス-1グランプリ」のROUND 1ではサバンナ・八木真澄が2年連続で優勝。ROUND 2では前年優勝者の博多華丸など強豪を倒したほっしゃん。やサバンナ・高橋などを押さえ、「ほこりを食う人のものまね」や「新幹線の切符を注文している駅員のものまね」をした中川家・礼二が優勝した。
- 「プチ演芸SHOW」では世界のナベアツが2年連続優勝。コーナー終了後このコーナーで放送されたネタをケータイサイトで配信したが、天津・木村の「エロ漫談」は諸事情で配信されなかった。
- 前年同様、板尾創路は自身の企画終了後帰宅。当日深夜に生放送されたNHK「着信御礼!ケータイ大喜利」スペシャルでは今田耕司、千原ジュニアにそのことを責められていた。板尾さんが途中で帰宅したことを「イス-1グランプリ ROUND2」でほっしゃん。とサバンナ・高橋が大喜利「こんな散髪屋、二度と来るか?店員が何をしたか?」の答えを考えている時に千原ジュニアから今田・東野そして視聴者などへ報告した。実際の証言によると「お二人(今田・東野)がモンロー女優(吉沢明歩・Rio)に(ハリセンボンが作り二人が散々マヨネーズにかけた)焼きそばを口に食べてる最中に板尾さんが『お疲れっ!』といってスタッフ・吉本社員がふかぶかくお辞儀して4時間たらずで帰った。」と語っていた。

### 2009年
- 前年に比べ放送時間が2時間短縮され、～7:55までの放送となった。放送時間枠の縮小により、別スタジオでの企画（前年は「ひらみん」「カラオケ ベストテン(ムーディ勝山進行)」「焼きそば屋」）が廃止され、「イス-1グランプリ」も前年の2戦から1戦に縮小された。また、番組冒頭に出演者も減ったと語った。
- なお大分放送がTXN・独立系以外では初めてネットに参加した。（「CDTVスペシャル 年越しプレミアライブ 2008～2009」を飛び降り）
- 番組のオープニングで数分前まで今田は博多大吉宅に行っていてお食事をした。大吉は相方の博多華丸を含め、番組最後の「最も売れる吉本No.1芸人」とエンディングのみの出演の予定だった。今田は大吉に暇だったらスタジオに来てといい、番組開始から1時間10分後に大吉が飛び入り出演。登場時、東野に「ノーギャラゲストです」と紹介された。
- この年の『最も売れる吉本No.1芸人』に選ばれたのは「イス-1グランプリ」でも活躍した野性爆弾の川島邦裕。最下位は山崎邦正だった。

### 2010年
- 前年に比べ放送時間が6時間に縮小された。前年までのバラエティコーナーは大幅に縮小され、お笑い芸人が入れ替わりでヒット曲を熱唱したり、カラオケバー風のスタジオで好きな歌を熱唱するなど、番組全般を通じて歌がメインで構成されイス1グランプリも放送されなかった。
- 前年まで出演していたリットン調査団は未出演であったが、番組中の呼びかけを受けて酔っぱらった状態で駆け付けている。またその後は前述の「フットンダ」にも出演。
- 恒例の占い企画は、小笠原まさやが自身の不祥事により謹慎中であるため行われなかった。そのため番組はネタコーナー終了後の掛け合いでエンディングを迎えた。なおこのエンディング部分では今田・東野が不在で行われた。
- 昨年はドミノ企画のため、最後までスタジオにいた板尾だが、今回は一昨年までと同じく番組途中で帰宅した。

### 2011年
- 「最も売れる吉本No.1芸人伝説」が2年ぶりに復活。参加は78人。
  - 総合ベスト10はトップが東野幸治、2位が友近、3位が品川庄司の庄司智春、4位がサバンナの高橋茂雄、5位がチュートリアルの徳井義実、6位がオリエンタルラジオ・藤森、7位が千原ジュニア、8位がFUJIWARA・原西、9位が宮川大輔、10位がガレッジセール・川田
  - 一方のワースト10は69位が品川庄司・品川、70位がロバート・秋山、71位がNON STYLE・井上、72位が天津・木村、74位がリットン調査団・水野、75位がスリムクラブ・真栄田、76位がフットボールアワー・岩尾、77位がバッファロー吾郎・竹若、最下位がガレッジセールのゴリだった。
    - その為、東野が11位～ブービーにも入ってないことから今田一人で進行した。

### 2012年
- 2012年の最強運芸人ベスト5は1位：2700・ツネ、2位：今田耕司、3位：ロバート・山本博、4位：オモロー山下、5位・千原ジュニア。
  - 逆に2012年の最強運芸人ワースト5は1位：ブラマヨ・小杉、2位：ブラマヨ・吉田、3位：バッファロー吾郎A、4位：ペナルティ・ヒデ、5位：レイザーラモンHG
  - 結局はブラックマヨネーズはワースト2を独占。
- 放送時間が4時間に短縮し開始当初と同じ放送時間になった。

### 2013年
- 2013年の最強運芸人ランキング
  - ベスト5は1位：アジアン・隅田、2位・チーモン・菊地、3位：サバンナ・高橋、4位：なかやまきんに君、5位：ジャンポケ・斉藤
  - 最下位は陣内智則。その他のワースト5にはんにゃ・川島、COWCOW・山田、藤井隆、ケンドーコバヤシが入った。

## 出演者

### 総合司会
- 今田耕司（-2012年)
- 東野幸治（-2012年）
- 千原ジュニア（2013年）
- 雨上がり決死隊（2013年）

### 進行役
- 水原恵理（テレビ東京アナウンサー、2005,06,08〜12年）
- 大橋未歩（テレビ東京アナウンサー、2005〜12年）
- 亀井京子（テレビ東京アナウンサー、2006,07年）
- 繁田美貴（テレビ東京アナウンサー、2008,09年）
- 相内優香（テレビ東京アナウンサー、2012年）

### スタジオ出演芸人
- 村上ショージ
- 木村祐一
- 長原成樹（2010年のみ）
- かつみ♥さゆり
- リットン調査団
- 130R
- 石田靖（2005年のみ）
- ぜんじろう（2005年のみ）
- 山崎邦正（現・月亭方正）
- 山田花子
- 雨上がり決死隊
- 千原兄弟
- FUJIWARA
- バッファロー吾郎
- なだぎ武（当時:ザ・プラン9）
- 大山英雄
- 宮川大輔
- ほっしゃん。
- 博多華丸・大吉
- ジャリズム
- 水玉れっぷう隊
- ココリコ（2005,2008,2009年）
- 中川家
- 陣内智則（2005,2006,2008,2009,2011,2013年）
- たむらけんじ
- ケンドーコバヤシ
- 2丁拳銃
- サバンナ
- DonDokoDon - 平畠は2007年まで
- ペナルティ
- ロンドンブーツ1号2号
- 次長課長
- ブラックマヨネーズ
- チュートリアル
- 野性爆弾（2009年以降）
- タカアンドトシ（2006〜2009年まで）
- フットボールアワー
- ダイノジ
- ガレッジセール（2005〜08,11,12年）
- アップダウン
- 品川庄司
- レイザーラモン
- ハイキングウォーキング（2009年,10年）
- 麒麟
- アジアン
- レギュラー
- 天津（2008,2009,2011年）
- ジパング上陸作戦（2007,2008年）
- カラテカ
- まちゃまちゃ
- ライセンス
- くまだまさし
- 大西ライオン
- あべこうじ（2006年のみ）
- インパルス
- ロバート
- 森三中
- 三瓶
- 椿鬼奴（2010,2011年）
- だいたひかる
- キングコング
- 南海キャンディーズ
- NON STYLE（2009年）
- 平成ノブシコブシ
- 笑い飯
- 友近
- 勝山梶（2008年）
- バッドボーイズ
- パンクブーブー（2010,2011年）
- 若井おさむ
- エハラマサヒロ
- 小笠原まさや
- 宇都宮まき（2009年）
- ジャルジャル（2008年）
- ジョイマン（2009年）
- スリムクラブ（2011年）
- 藤崎マーケット（2008年）
- ハリセンボン（2006年以降）
- しずる
- オリエンタルラジオ（2006年以降）
- はんにゃ（2008,2009年）
- エド・はるみ（2009年）
- 渡辺直美（2009〜11年）
- 楽しんご（2011年）

### スタジオ厨房
- 蒼井そら（2006年）
- 大林素子（2006年）
- 穂花（2007年）
- 麻美ゆま（2007年）
- Rio（2008年）
- 吉沢明歩（2008年）

### エロドラマ伝説
2006年実施。
- 穂花
- 吉沢明歩
- 天宮まなみ
- みひろ

### 日本一!早い漫才伝説
司会
- 田中直樹（ココリコ、2007年）
- 藤井隆（2007年-2009年。2006年は当時「やりすぎ-」の後に放送していた「上海大腕」にちなみ上海からの中継）
- 西川きよし（2008年、2009年）
- 小籔千豊（2010年,2011年）

進行役
- 須黒清華（テレビ東京アナウンサー、2008年）
- 相内優香（テレビ東京アナウンサー、2009年）
- 狩野恵里（テレビ東京アナウンサー、2010年）
- 白石小百合（テレビ東京アナウンサー、2011年）

出演芸人
- 笑福亭仁鶴（2010,2011年）
- 中田カウス・ボタン（2011年）
- ザ・ぼんち（2011年）
- 西川のりお・上方よしお（2011年）
- 海原さおり・しおり（2011年）
- まるむし商店（2010年）
- シルク
- ティーアップ（2010年）
- 矢野・兵動
- メッセンジャー（2011年）
- COWCOW
- シャンプーハット
- ロザン
- キングコング（2009,2011年）
- 千鳥
- スマイル
- ギャロップ
- かまいたち
- フルーツポンチ（2010年のみ）

### 豪腕!コーチング!! 東大プロジェクト
2007年実施。
- 小林恵美
- 出雲阿国

## DVD
発売元はR and C（レーベル：YOSHIMOTO WORKS）
- 『やりすぎ超時間DVD 笑いっぱなし生伝説2007』（DVD2枚組）2007年12月21日発売。
- 『やりすぎ超時間DVD 笑いっぱなし生伝説2008』（DVD2枚組）2008年12月24日発売。
- 9時間の放送分を計6〜7時間に編集してDVD化。

## ネット局
同時ネット局
- テレビ東京
- テレビ北海道
- テレビ愛知
- テレビ大阪
- びわ湖放送（ただし、2008年度の放送はなし）
- 奈良テレビ放送
- テレビ和歌山（2009年度～）
- テレビせとうち
- TVQ九州放送
- 大分放送(TBS系列、2009年シーズンのみ、1:00～4:00の飛び乗り・飛び降りを要する。4:00～7:55の3時間の枠は2009年1月25日 15:00～16:54に2時間編集版で放送)
- 熊本放送(TBS系列、2010年･2011年シーズンのみ、1:00～6:20の飛び乗り・飛び降りを要する。

この番組がある日（1月1日未明）は終夜放送となる。一部の局では、年にこの1度のみとなる。
時差ネット局
- 三重テレビ - 2006年1月1日13:00～17:15

## スタッフ
- 構成：長谷川朝二／松本真一、北本かつら、遠藤敬、森、大井達朗、はしもとこうじ、鈴木功治、上沼祐次郎
- メイク：山田かつら
- AP：城下拓也（よしもとクリエイティブ・エージェンシー）、泉亜希子（BACK-UP）
- ディレクター：川田忠仁・田川裕也・扇山篤司・上原太志・辻章悟・徳永雄治（BACK-UP）、石原良憲、高畑忠司、中根拓也（RUMBLE BEE inc.）、田中晋也・岩下裕一郎（テレビ東京）、鈴木拓也
- 演出：矢部宏光（テレビ東京、以前はディレクター）
- 総合演出：並木慶（BACK-UP）
- 監修：斉藤敏豪
- プロデューサー：伊藤隆行・金子優（テレビ東京）、宮本稔久（よしもとクリエイティブ・エージェンシー、以前はAP）、今滝陽介・礒田裕子（BACK-UP）
- 観客整理：BEEPS
- 技術・美術協力：テクノマックス、テレビ東京アート（2005年はLiTXと表記のみ）、トラッシュ、麻布プラザ、デジデリック、Nextry（2005年から2011年まではサウンドエフェクトと表記）、CRAZY TV、アマランス、水木プロダクション、東宝舞台、テレフィット、テルミック、ナカムラ綜美、東京衣裳、大槻衣裳、東京チューブ
- 制作協力：吉本興業、バックアップメディア
- 製作著作：テレビ東京

### 過去のスタッフ
- プロデューサー：五箇公貴（テレビ東京）、竹本夏絵・生沼教行・松永容樹・田島雄一・中村聡太（よしもとクリエイティブ・エージェンシー）、吉田祥子（BACK-UP）
- AP：露木友規枝・海野和可奈・露木寛子（テレビ東京）、内田弦・田井中皓介・沖本翔子（よしもとクリエイティブ・エージェンシー）
- ディレクター：岡本宏毅（当時：テレビ東京、現：テレビ大阪）、山田耕三・小平英希・藤枝彰・桑原宏次・魚田英孝・杠政寛（テレビ東京）、牛久英雄・岩津匡洋・佐久間俊輔（BACK-UP）、吉田昌平（よしもとクリエイティブ・エージェンシー）、長坂信行、馬場省吾、松本真
- 演出補：高橋弘樹（テレビ東京）
- 構成：大井洋一、熊本浩武、前原卓
- ブレーン：寺坂直毅、中川ゆーすけ、中野恵介
- スタイリスト：フローティングアイランドジャパン、中山美和
- NGKスタッフ
  - プロデューサー：稲冨聡（よしもとクリエイティブ・エージェンシー）、西本武（Boom）
  - AP：柴垣早智子・高山雄次郎（よしもとクリエイティブ・エージェンシー）
  - ディレクター：小紫弘三・加藤伸一（BACK-UP）、田中竜登・岩本優次（Fact）、南家幸太
- デスク：後藤由枝（テレビ東京）